# Pflasterspektakel

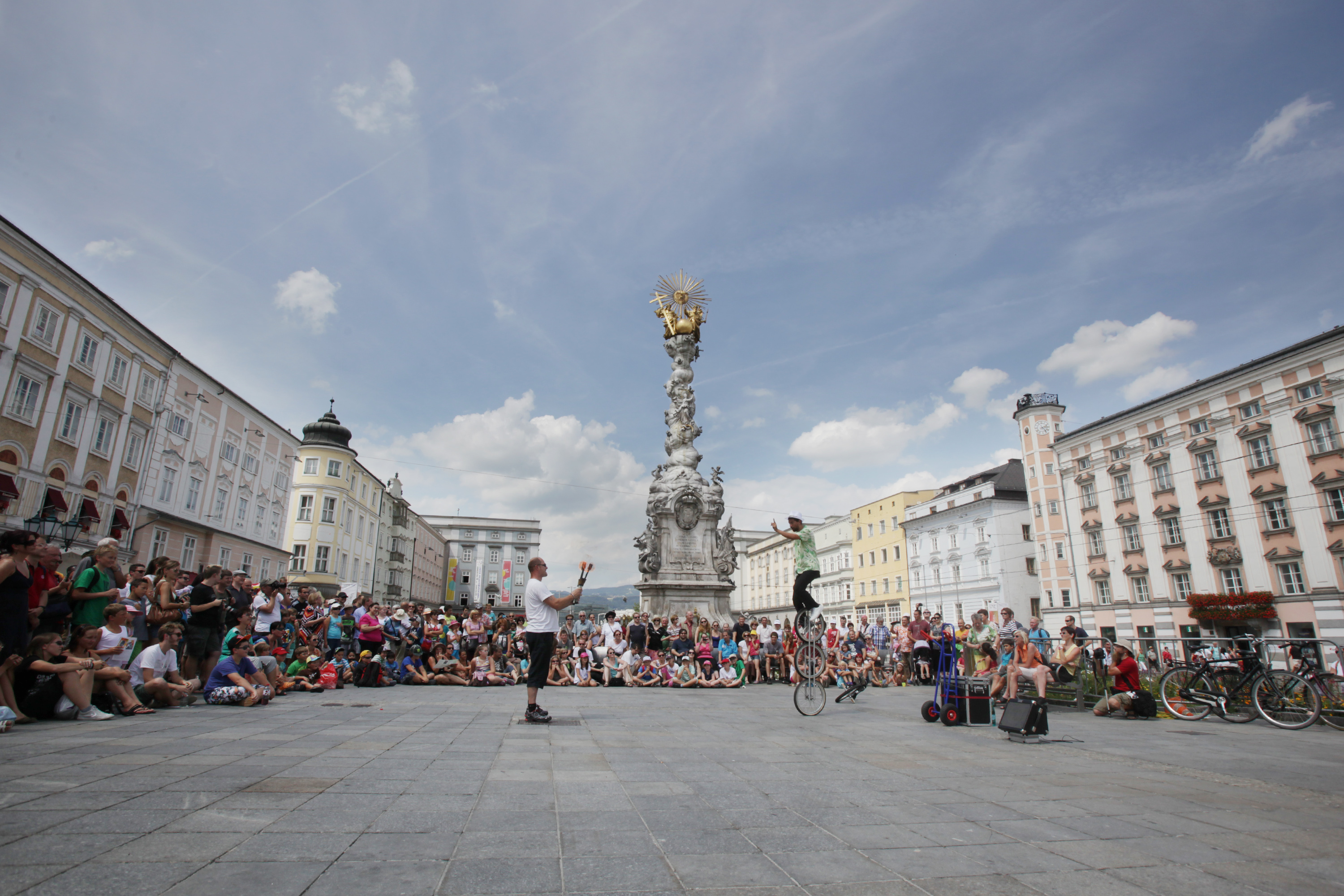
Straßenkünstler am Hauptplatz (2013)

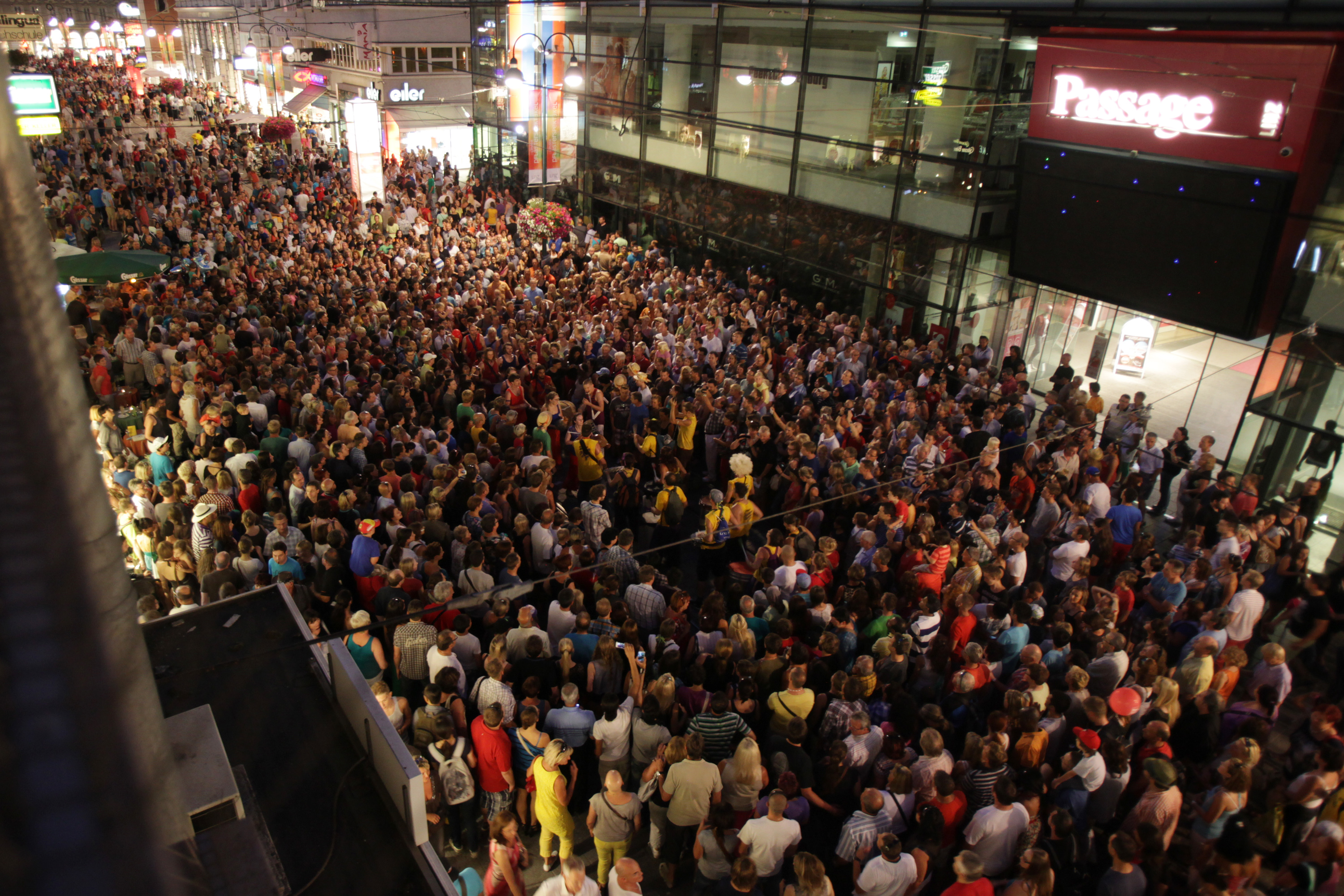
Pflasterspektakel in der Landstraße (2013)

Das Pflasterspektakel ist ein mehrtägiges internationales Straßenkunstfestival, das seit 1987 jährlich im Juli in der oberösterreichischen Landeshauptstadt Linz stattfindet.
Das Pflasterspektakel geht auf die Initiative von Siegbert Janko, damals Leiter des städtischen Kulturamtes, zurück, der ein Straßenfest verknüpft mit einem Treffen von lokalen Straßenkünstlern veranstaltete. Beim ersten Pflasterspektakel 1987 musste man die Künstler noch suchen und einladen. Durch das ermutigende Echo der Teilnehmer und des Publikums wurden die Veranstalter zum Weitermachen motiviert, sodass das Festival weiter wuchs und heute als einer der Höhepunkte in der europäischen Straßenkunstszene gilt. 2005, bei strahlendem Wetter kamen erstmals mehr als 250.000 Besucher. Beim 21. Pflasterspektakel im Juli 2007 traten rund 130 Gruppen oder Einzeldarsteller mit 600 Akteuren aus über 40 Nationen auf und lockten wieder 200.000 Besucher an. Die Darbietungen während des drei Tage dauernden Festivals finden an ca. 40 Plätzen in der Linzer Innenstadt statt und reichen von Jonglage und Akrobatik bis Clownerie und Pantomime, von Straßenmusik bis zum abendlichen Samba-Umzug und nächtlichen Feuershows. So bildete etwa 2006 den abschließenden Höhepunkt eine spektakuläre, mitternächtliche Jamsession bestehend aus mehreren Feuershowgruppen, deren akrobatische Darbietung von einer Electronic- und Didgeridoo-Live Performance musikalisch begleitet wurde. 2019 findet das Straßenkunstfestival bereits zum 33. Mal statt.
Jeder Künstler hat täglich drei Auftrittstermine, die jeden Morgen in der Festivalzentrale eingeteilt werden. Um Unstimmigkeiten bei der Platzwahl zu vermeiden, erhalten die Künstler jeweils drei Nummern, eine niedrige, eine mittlere und eine hohe. Diese Nummern werden der Reihe nach aufgerufen, und die Künstler wählen in der entsprechenden Reihenfolge einen freien Aufführungsplatz und -termin. Das Festival ist für Besucher grundsätzlich kostenlos, da die Künstler aber außer einem Zuschuss für Anreise und Übernachtung keine Gage erhalten, sind sie auf „monetären Applaus“ (Hutgeld) der Zuschauer angewiesen.

## Auftrittsorte
Die ca. 40 Auftrittsplätze sind auf mehrere Pflasterspektakel-Welten aufgeteilt. Die Auftritts-Bereiche sind 2019:
- Hauptplatz
- Pfarrplatz und Domgasse
- Altstadt
- Landstraße
- Promenade

Bei Regenwetter werden die Auftrittsorte verlegt und die Auftritte können im Trockenen stattfinden. Die wichtigsten Regenspektakel-Orte sind die Taubenmarkt-Arkade, der Ursulinenhof, die Atrium-Einkaufspassage, die Passage Linz und das alte Rathaus.

## Auftrittszeiten
Das Spektakel findet von Donnerstag bis Samstag statt. Das Festival startet am Donnerstag um 16 Uhr, am Freitag und Samstag bereits um 14 Uhr. An jedem der drei Tage endet das Festival um 24 Uhr.
Während des Pflasterspektakels werden die Straßenbahnen (verkehren auf der Landstraße) kurzgeführt und es wird ein Schienenersatzverkehr zwischen den Haltestellen Hauptbahnhof und Sonnensteinstraße betrieben.

## Höhepunkte
- Samba-Umzug: Freitag und Samstag von 21 bis 22 Uhr
- Feuerperformance: täglich um 21 Uhr am Hauptplatz, Pfarrplatz, Tummelplatz und Domgasse
- Kaleidoskop-Nächte: täglich um 22 Uhr im Spektakelzelt am Pfarrplatz

## Bildergalerie

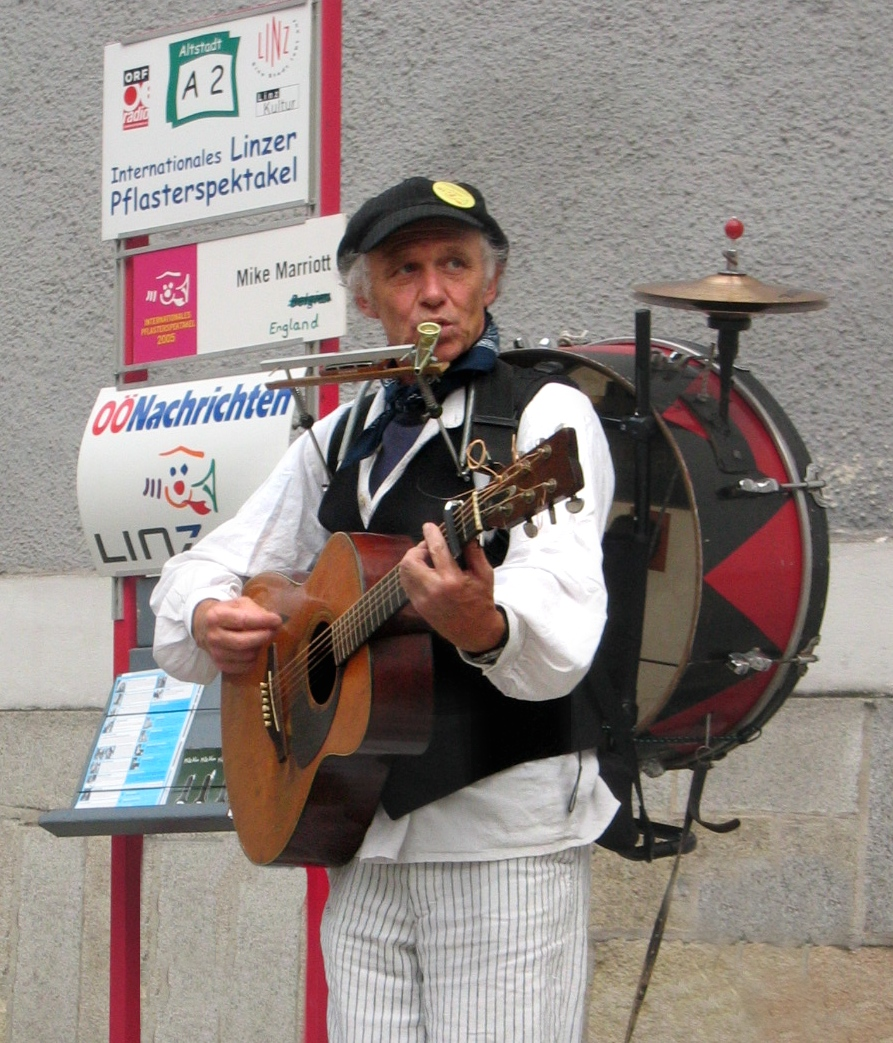
Mike Marriott, 19. Pflasterspektakel 2005
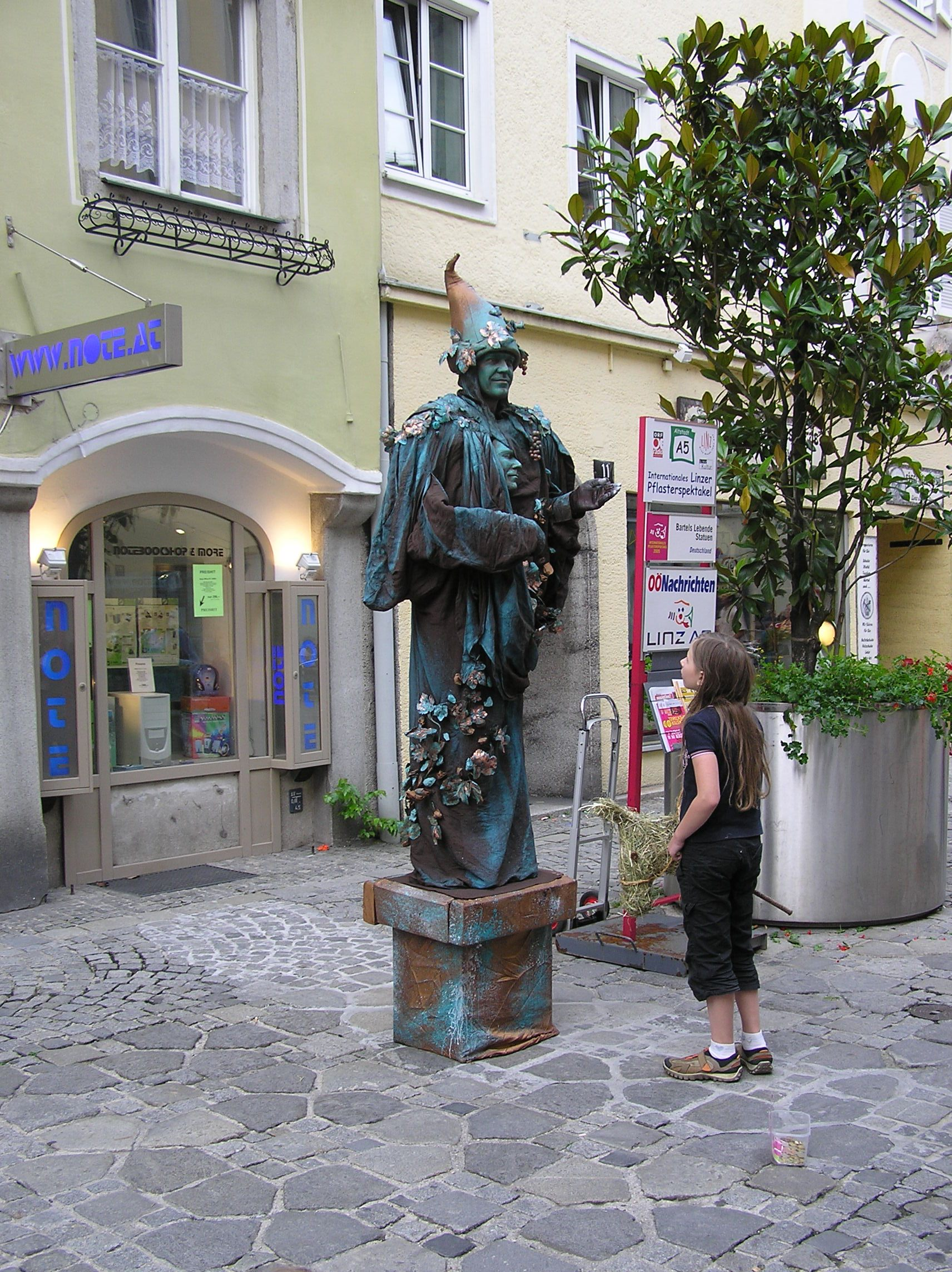
Bartels Lebende Statuen "Bacchus", 19. Pflasterspektakel 2005
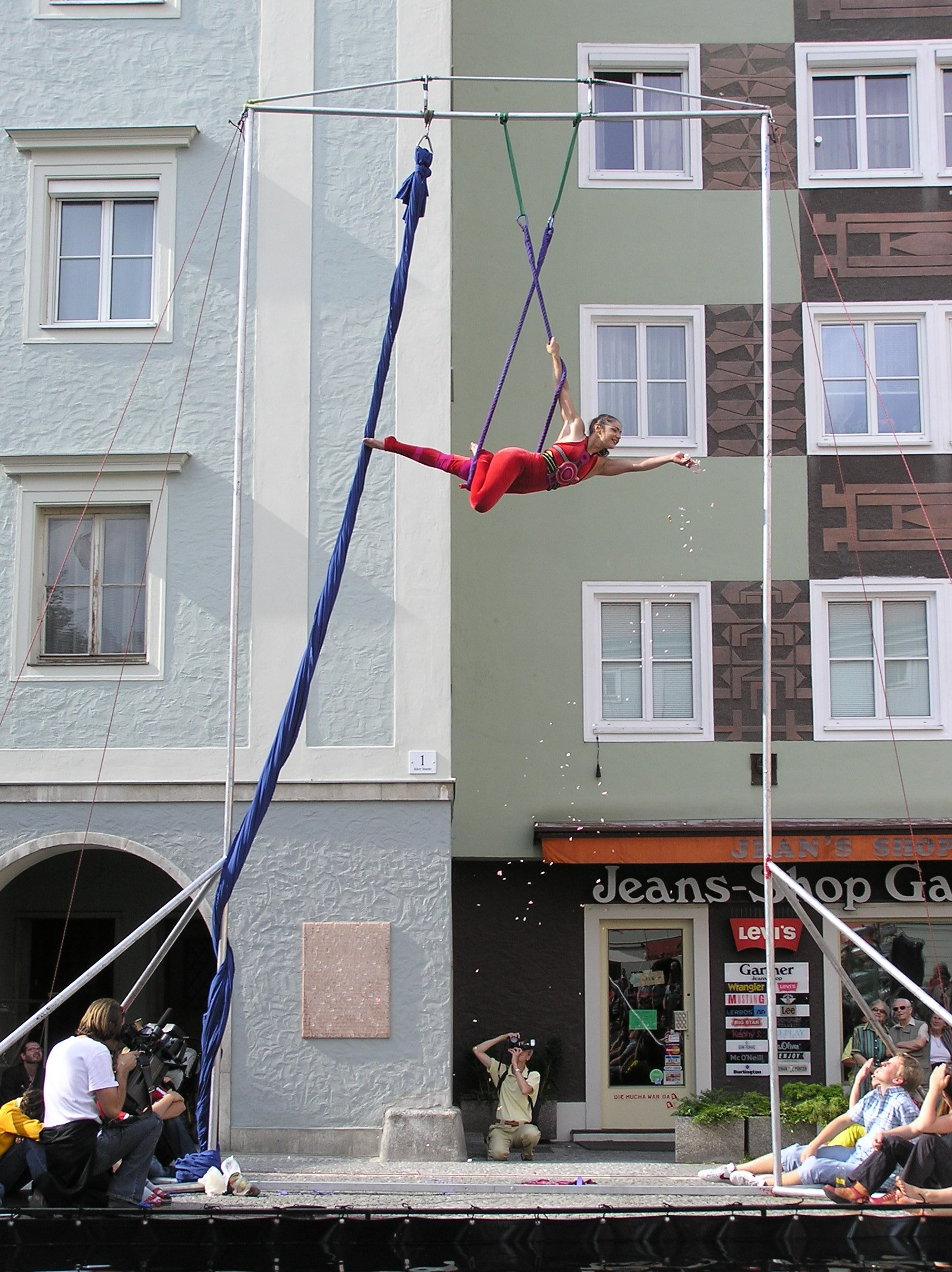
Trapezkünstlerin Theaker von Ziarno aus Neuseeland, 19. Pflasterspektakel 2005
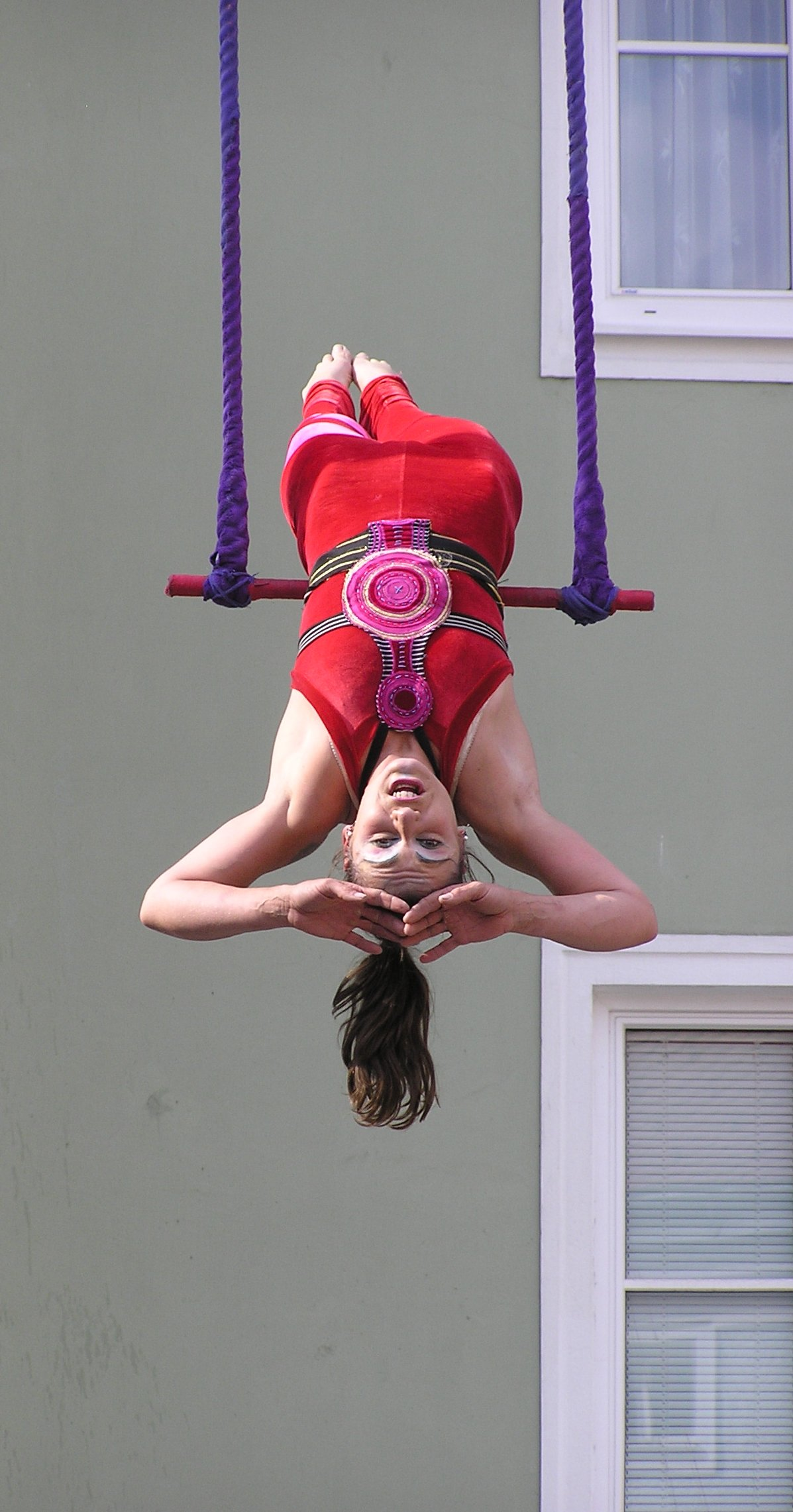
Großaufnahme der Trapezkünstlerin Theaker von Ziarno aus Neuseeland, 19. Pflasterspektakel 2005
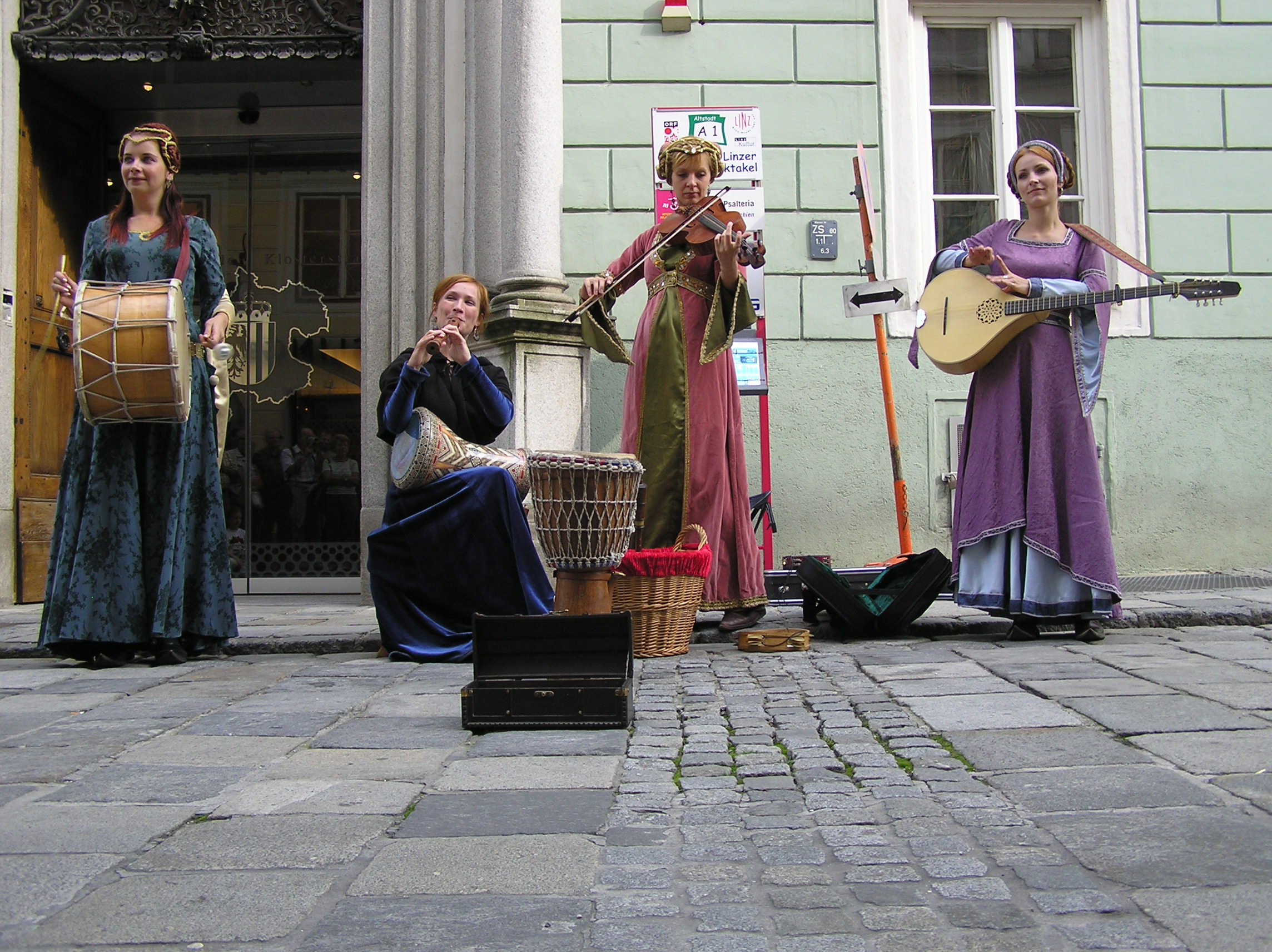
Psalteria aus Tschechien präsentiert mittelalterliche Musik, 19. Pflasterspektakel 2005
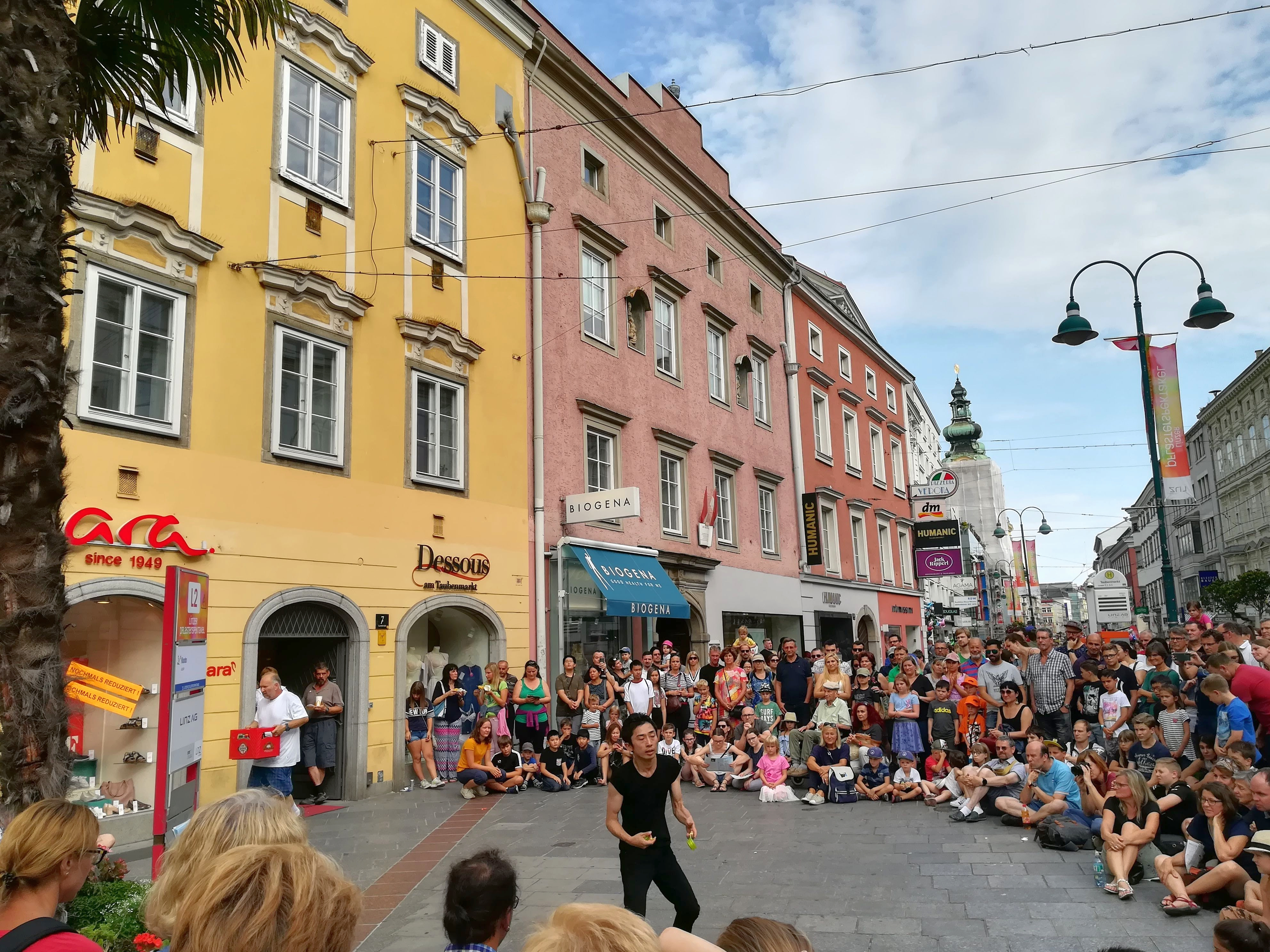
Jo-Jo-Künstler Naoto, Pflasterspektakel 2019